# Anatoli Kartaixov
Anatoli Kartaixov (rus: Анатолий Николаевич Карташов)  (Moscou, 5 de maig de 1937 - Moscou, 17 de gener de 2005) fou un waterpolista rus que va competir sota bandera soviètica entre les dècades de 1950 i 1970.
El 1960 va prendre part en els Jocs Olímpics d'Estiu de Roma, on guanyà la medalla de plata en la competició del waterpolo. En el seu palmarès també destaquen dues medalles al Campionat d'Europa de waterpolo, de bronze el 1958 i de plata el 1962.
A nivell de clubs jugà al Dinamo Moscou (1954-1972), amb qui guanyà les lligues soviètiques de 1956 a 1963 i de 1967 a 1969.